# Lilith Saintcrow
Lilith Saintcrow conosciuta anche come Lili St. Crow, pseudonimo di Anna Beguine (Nuovo Messico, 1º gennaio 1976) è una scrittrice statunitense, scrive in genere libri paranormal romance e urban fantasy. Nel 2010 la Newton Compton ha annunciato che la serie Dante Valentine sarà pubblicata anche in Italia. Nel frattempo tra il 2010 e il 2011 è iniziata la pubblicazione dei romanzi della serie Strange Angels; nell'agosto 2011 è stato pubblicato in Italia il terzo libro della serie intitolato Gelosia.
La Saintcrow ha iniziato a scrivere all'età di dieci anni. È stata nella Air Force statunitense.

## Opere

### SerieThe Watcher
- Dark Watcher (2004)
- Storm Watcher (2005)
- Fire Watcher (2006)
- Cloud Watcher (2006)
- Mindhealer (2008)

### SerieThe Society
- The Society (2005)
- Hunter, Healer (2005)

### SerieDante Valentine
- Working for the Devil
- Dead Man Rising (2006)
- The Devil's Right Hand (2007)
- Saint City Sinners (2007)
- To Hell and Back (2008)

### SerieJill Kismet
- Night Shift (2008)
- Hunter's Prayer (2008)
- Redemption Alley (2009)
- Flesh Circus (2009)
- Heaven's Spite (2010)
- Angel Town (2011)

### SerieStrange Angelscome Lili St. Crow
- Il diario degli angeli. Creature della notte (Strange Angels, 2009),  traduzione di Alberto Frigo, Newton Compton editori, 2010. ISBN 9788854118744
- Il diario degli angeli. Tradimenti (Betrayals, 2009), traduzione di Alberto Frigo, Newton Compton editori, 2011. ISBN 9788854123922
- Il diario degli angeli. Gelosia (Jealousy, 2010), traduzione di Alessandra Spirito, Newton Compton editori, 2011. ISBN 9788854130296
- Il diario degli angeli. La sconfitta (Defiance, 2011), traduzione di Loredana Lunetto, Newton Compton editori, 2012. ISBN 9788854137844
- Reckoning (2011)

## Altre opere
- Steelflower (2008)
- The Demon's Librarian (2009)
- Taken (2011)

### Antologie
- My Big Fat Supernatural Honeymoon (2007) - il racconto Half of Being Married
- Hotter Than Hell (2008)
- L'ora dei vampiri (The Mammoth Book of Vampire Romance) (2008) - il racconto Ritorno a casa
- The Eternal Kiss (2009) - il racconto Ambition
- By Blood We Live (2009)
- Eternal: More Love Stories With Bite (2010)
- Dark and Stormy Knights (2010)
- Death's Excellent Vacation (2010)
- Chicks Kick Butt (2011) - il racconto Monsters
- Those Who Fight Monsters: Tales of Occult Detectives (2011)
- The Mammoth Book of Hot Romance (2011)

### Come Anna Beguine
- Smoke (2007)
- Mirror (2007)